# Lagoa do Itaenga (kommun)
Lagoa do Itaenga är en kommun i Brasilien.   Den ligger i delstaten Pernambuco, i den östra delen av landet, 1 600 km nordost om huvudstaden Brasília. Antalet invånare är 20 653.
Följande samhällen finns i Lagoa do Itaenga:
- Lagoa do Itaenga

Omgivningarna runt Lagoa do Itaenga är en mosaik av jordbruksmark och naturlig växtlighet. Runt Lagoa do Itaenga är det ganska tätbefolkat, med 166 invånare per kvadratkilometer.